# Patriziana somalica
Patriziana somalica är en insektsart som först beskrevs av Victor Lallemand 1930.  Patriziana somalica ingår i släktet Patriziana och familjen spottstritar. Inga underarter finns listade i Catalogue of Life.